# Колонизация Африки
Колонизация Африки — процесс европейской (ранее также азиатской) колонизации африканского континента.

## Древняя история европейского контроля Африки
В античную эпоху объектом колонизации со стороны Европы и Малой Азии была Северная Африка.
Первые попытки европейцев подчинить себе африканские территории датируются ещё временами древнегреческой колонизации VII-V веков до н.э, когда многочисленные                 греческие колонии появились на побережье Ливии и Египта. Завоевания Александра Македонского положили начало довольно длительному периоду эллинизации.
Город Карфаген был основан на территории современного Туниса финикийцами и был одной из важнейших держав Средиземноморья до IV века до н. э. После Третьей Пунической войны он был завоёван римлянами и стал центром провинции Африка. В раннем Средневековье на этой территории было основано королевство вандалов, а позднее она входила в состав Византии.
Нашествия римских войск позволили консолидировать под контролем римлян всё северное побережье Африки. Несмотря на обширную хозяйственную деятельность римлян и строительство ими городов и сооружений, территории Северной Африки подверглись слабой романизации, вероятно, из-за чрезмерной засушливости и непрекращающейся активности берберских племён, оттеснённых, но не покорённых римлянами.
Древнеегипетская цивилизация также попадала под власть сначала греков, а затем римлян.

## Средние века
В условиях упадка империи активизированные вандалами берберы окончательно разрушили очаги европейской, а также и христианской цивилизации в Северной Африке в преддверии вторжения арабов, принесших с собой ислам и оттеснивших Византийскую империю, всё ещё контролировавшую Египет. К началу VII века деятельность раннеевропейских государств в Африке полностью прекратилась, и напротив, экспансия арабов из Африки имела место во многих регионах Южной Европы.
Эпоха коренного перелома наступит лишь в ходе завершающих этапов Реконкисты, когда христианские лидеры Пиренейского полуострова, победив в борьбе с мусульманами, устремили свои взгляды на противоположный берег Гибралтара — в страны Магриба — одного из главных очагов исламской цивилизации. Атаки испанских и португальских войск в XV—XVI веках привели к захвату целого ряда опорных пунктов в Африке (Канарских островов, а также крепостей Сеута, Мелилья, Оран, Тунис и многих других). Итальянские мореплаватели из Венеции и Генуи также вели активную торговлю с регионом начиная с XIII века.
В конце XV века португальцы фактически контролировали западное побережье Африки, где развернули активную работорговлю. Следом за ними в Африку устремились и другие европейцы: голландцы, французы, англичане.

## Раннее Новое время
С XVII века арабская торговля с Африкой к югу от Сахары привела к постепенной колонизации Восточной Африки, в районе Занзибара. И хотя в некоторых городах Западной Африки появились арабские кварталы, они не стали колониями, а попытки Марокко подчинить себе земли Сахеля завершились неудачно.
Ранние европейские экспедиции были сконцентрированы на колонизации необитаемых островов, таких как Кабо-Верде и Сан-Томе, а также на основании фортов на побережье в качестве торговых баз.

## Гонка за Африку
Во второй половине XIX века, особенно после Берлинской конференции, процесс колонизации Африки приобрёл такой масштаб, что получил название «гонки за Африку»; практически весь континент (кроме оставшихся независимыми Эфиопии и Либерии) к 1900 году был разделён между рядом европейских держав: Великобританией, Францией, Германией, Бельгией, Италией, свои старые колонии сохранили и несколько расширили Испания и Португалия.
В ходе Первой мировой войны Германия потеряла (в основном уже в 1914 году) все свои колонии, которые после войны перешли под администрацию других колониальных держав по мандатам Лиги Наций.
Российская империя никогда не претендовала на колонизацию Африки, несмотря на традиционно сильные позиции в Эфиопии. В 1889 году имел место незначительный инцидент в Сагалло, произошедший из-за попытки небольшой группы русских авантюристов создать поселение в Африке, однако российское правительство не имело к нему отношения.

## Африканские колонии по метрополиям (по состоянию на 1900-й год)

### Бельгия
Свободное государство Конго (с 1908 года Бельгийское Конго, сейчас Демократическая Республика Конго)

### Франция
Алжир
Тунис
Марокко
Французская Западная Африка
Мавритания
Сенегал
Французский Судан (сейчас Мали)
Гвинея
Кот-д’Ивуар
Нигер
Верхняя Вольта (сейчас Буркина-Фасо)
Дагомея (сейчас Бенин)
Французская Экваториальная Африка
Габон
Среднее Конго (сейчас Республика Конго)
Убанги-Шари (сейчас Центральноафриканская Республика)
Чад
Французское Сомали (сейчас Джибути)
Мадагаскар
Коморские острова

### Германия (до 1919)
Германская Восточная Африка
Руанда-Урунди (с 1919 мандат Бельгии, сейчас Бурунди и Руанда)
Танганьика (с 1919 мандат Великобритании, сейчас часть Танзании)
Германская Юго-Западная Африка (с 1919 мандат Южно-Африканского Союза, сейчас Намибия)
Германская Западная Африка
Германский Камерун (с 1919 мандат Франции, сейчас Камерун)
Тоголенд (с 1919 раздел между Францией и Великобританией, сейчас Того)

### Италия
Итальянская Северная Африка (с 1934 Ливия)
Триполитания
Киренаика
Феццан
Эритрея
Итальянское Сомали (сейчас формально часть Сомали)

### Португалия
Ангола
Португальское Конго (Кабинда) — сейчас эксклав Анголы
Португальская Восточная Африка (сейчас Мозамбик)
Португальская Гвинея (сейчас Гвинея-Бисау)
Острова Зелёного мыса (сейчас Кабо-Верде)
Сан-Томе и Принсипи

### Испания
Испанская Сахара (сейчас Западная Сахара — часть Марокко вопреки решениям ООН)
Рио-де-Оро
Сегиет-эль-Хамра
Испанское Марокко
Сеута
Мелилья
Испанское Южное Марокко (сектор Тарфая)
Ифни
Рио-Муни (сейчас континентальная часть Экваториальной Гвинеи)
Фернандо-По (сейчас Биоко, островная часть Экваториальной Гвинеи)

### Великобритания
Англо-Египетский Судан
Британская Восточная Африка
Кения
Уганда
Занзибар (сейчас часть Танзании)
Британское Сомали (сейчас формально часть Сомали)
Южная Родезия (сейчас Зимбабве)
Северная Родезия (сейчас Замбия)
Ньясаленд (сейчас Малави)
Британская Южная Африка
Капская колония (ныне — часть ЮАР)
Колония Натал (ныне — часть ЮАР)
Оранжевое Свободное Государство (ныне — часть ЮАР)
Колония Трансвааль (ныне — часть ЮАР)
Бечуаналенд (сейчас — Ботсвана)
Басутоленд (сейчас — Лесото)
Свазиленд (сейчас — Эсватини)
Гамбия
Сейшельские острова
Сьерра-Леоне
Маврикий
Нигерия
Золотой берег (сейчас Гана)
Египет

### Независимые государства
Либерия
Абиссиния (Эфиопия)

### Международная зона (1923—1956)
Танжер, под совместным управлением Великобритании, Франции, Германии и (с 1928) Италии (сейчас часть Марокко).

## Деколонизация Африки
В основном, кроме Египта (де-юре независимого на тот момент, но контролируемого Великобританией), Либерии и Эфиопии, процесс деколонизации Африки начался после Второй мировой войны. Годом Африки — годом освобождения наибольшего числа колоний — был объявлен 1960.
В настоящее время под контролем европейских стран находятся:
- анклавы Испании в Марокко Сеута и Мелилья, Канарские острова (Испания),
- острова Св. Елены, Вознесения, Тристан-да-Кунья и Архипелаг Чагос (Великобритания),
- Реюньон, Острова Эпарсе и Майотта (Франция),
- Мадейра (Португалия)